# Langue centrifuge
En typologie syntaxique des langues, une langue centrifuge, dite aussi descendante ou dextroverse (en anglais head-first language, head-initial language ou right-branching language), est une langue qui tend à placer dans la phrase les éléments modificateurs après ceux qu'ils modifient. Le terme s'oppose à celui de langue centripète. Il s'agit d'une tendance générale qui peut se trouver plus ou moins systématiquement réalisée selon les langues.
Une langue centrifuge tendra donc à placer :
- l'expansion du nom (adjectif épithète, complément du nom, proposition subordonnée relative) après le nom qu'elle complète
- l'adverbe après l'élément qu'il modifie
- le terme de comparaison après le comparatif
- la proposition subordonnée complétive après la proposition principale.

Il existe une certaine corrélation entre la position des modificateurs et celle du verbe par rapport à l'objet : les langues centrifuges placent le plus souvent l'objet après le verbe. Elle tendent donc à être de type SVO, VSO ou VOS (ce dernier ordre est plus rare). Les langues centrifuges tendent également à être des langues qui utilisent des prépositions préférentiellement à d'autres types d'adpositions.
Exemples de langues nettement centrifuges :
- les langues celtiques insulaires
- de nombreuses langues sémitiques (mais pas toutes), notamment l'hébreu et l'arabe
- les langues bantoues
- les langues môn-khmer
- de nombreuses langues austronésiennes

Exemples de langues modérément centrifuges :
- les langues romanes, dont le français
- de nombreuses langues iraniennes